# Vittadinia
Vittadinia är ett släkte av korgblommiga växter. Vittadinia ingår i familjen korgblommiga växter.

## Bildgalleri

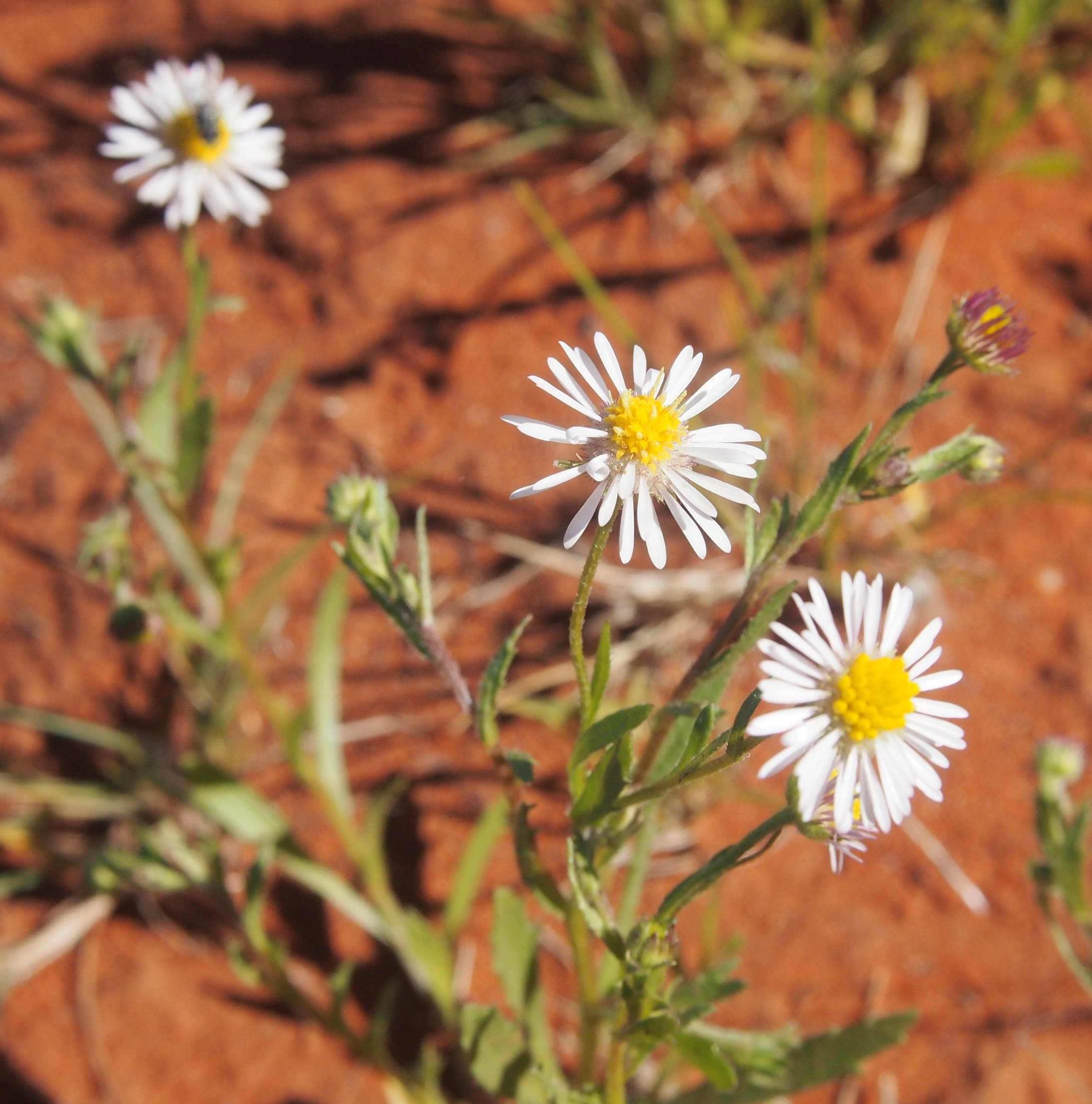
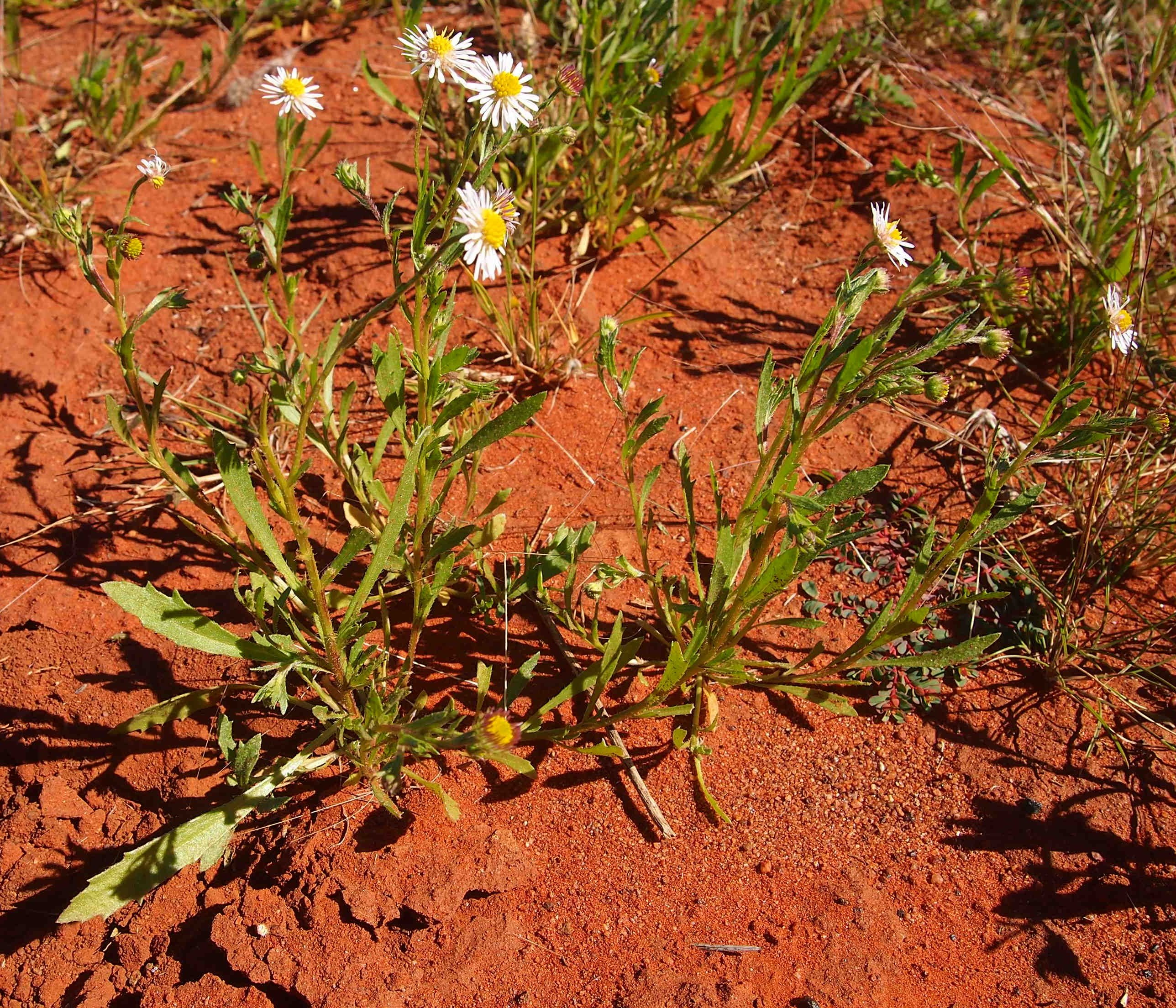
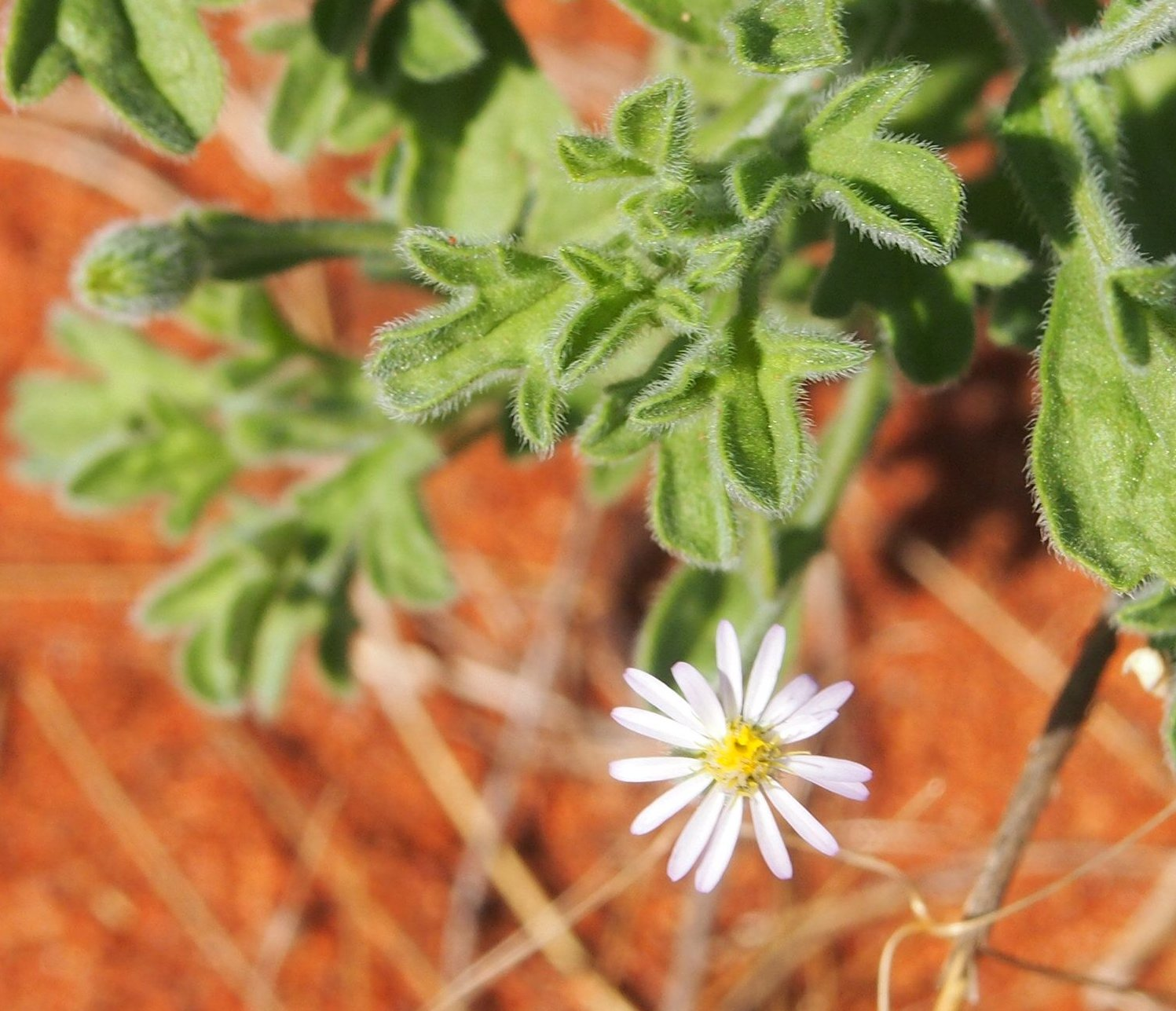
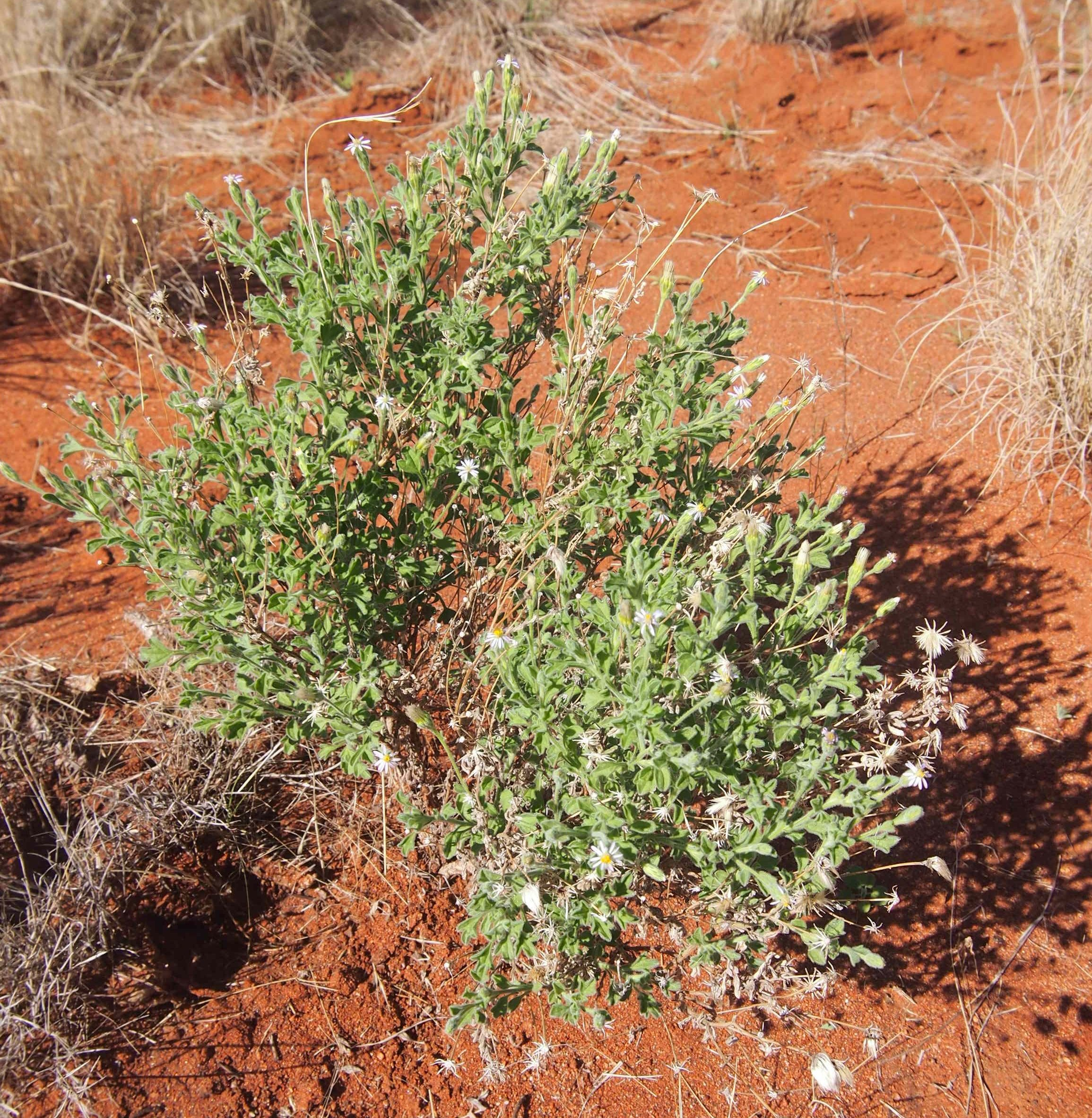
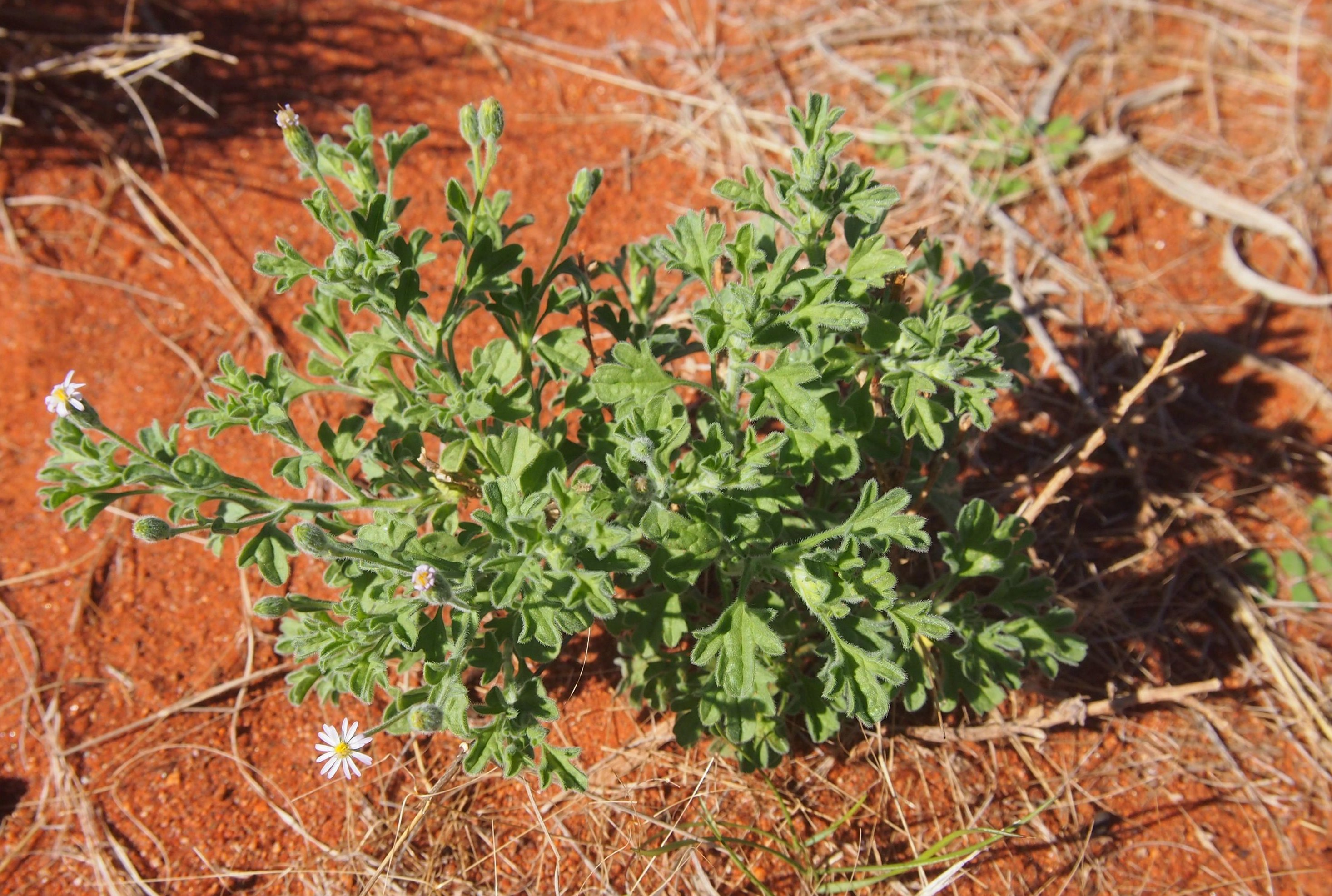

## Dottertaxa tillVittadinia, i alfabetisk ordning[1]
- Vittadinia arida
- Vittadinia australasica
- Vittadinia australasicus
- Vittadinia australis
- Vittadinia blackii
- Vittadinia burbidgeae
- Vittadinia cervicularis
- Vittadinia chamissonis
- Vittadinia condyloides
- Vittadinia constricta
- Vittadinia cuneata
- Vittadinia decora
- Vittadinia dissecta
- Vittadinia eremaea
- Vittadinia gracilis
- Vittadinia hispidula
- Vittadinia humerata
- Vittadinia megacephala
- Vittadinia muelleri
- Vittadinia nullarborensis
- Vittadinia obovata
- Vittadinia pterochaeta
- Vittadinia pustulata
- Vittadinia remyi
- Vittadinia scabra
- Vittadinia spechtii
- Vittadinia sulcata
- Vittadinia tenuissima
- Vittadinia triloba
- Vittadinia virgata